# Brentford (Dakota del Sur)
Brentford es un pueblo situado en el condado de Spink, Dakota del Sur, Estados Unidos. Tiene una población estimada, a mediados de 2023, de 84 habitantes.

## Geografía
La localidad está ubicada en las coordenadas 45°9′33″N 98°19′21″O / 45.15917, -98.32250. Según la Oficina del Censo, tiene una superficie de 0.42 km², correspondientes en su totalidad a tierra firme.

## Demografía
Según el censo de 2020, en ese momento había 88 personas residiendo en la localidad. La densidad de población era de 209.52 hab./km². El 96.59% de los habitantes eran blancos y el 3.41% eran de una mezcla de razas. Del total de la población, el 1.14% era hispano o latino.